# Williers
Williers ist eine Gemeinde im Département Ardennes und in der Region Grand Est in Frankreich. Sie gehört zum Kanton Carignan im Arrondissement Sedan. Sie grenzt im Nordosten an Belgien; ein Bach namens Ruisseau de la Palle bildet die Staatsgrenze. Französische Nachbargemeinden sind Matton-et-Clémency und Tremblois-lès-Carignan im Nordwesten, Mogues im Westen und Puilly-et-Charbeaux im Südosten.

## Bevölkerungsentwicklung
| Jahr      | 1962 | 1968 | 1975 | 1982 | 1990 | 1999 | 2006 | 2018 |
| --------- | ---- | ---- | ---- | ---- | ---- | ---- | ---- | ---- |
| Einwohner | 73   | 53   | 46   | 40   | 34   | 38   | 44   | 41   |